# کاچی ماچای اورکو
کاچی ماچای اورکو (به اسپانیایی: Kachi Mach'ay Urqu) یک کوه در پرو است که در Peru, Huancavelica Region واقع شده‌است. کاچی ماچای اورکو ۵٬۰۰۰ متر بالاتر از سطح دریا واقع شده‌است.